# Alain Marconnet
Alain Marconnet né le 6 septembre 1945 à Bavans (Doubs), et mort le 5 novembre 1990 à Montbéliard, est un ancien footballeur français. Il était défenseur.

## Carrière
Il est formé à l'US Fesches-le-Châtel. 
Il rejoint par la suite le FC Sochaux-Montbéliard, où il dispute une finale de Coupe de France en 1967 perdue contre Lyon 3 buts à 1.
Il termine sa carrière très jeune, à 25 ans, à la suite d'une grave blessure au genou.

## Statistiques
- saison 1966-1967 : 26 matches joués en D1 ;
- saison 1967-1968 : 21 matches joués en D1 ;
- saison 1968-1969 : 3 matches joués en D1 ;
- saison 1969-1970 : 10 matches joués en D1.